# ShoMMA: Challengers 17
ShoMMA: Strikeforce Challengers 17（ショウエムエムエー：ストライクフォース・チャレンジャーズ17）は、アメリカ合衆国の総合格闘技イベント「Strikeforce」の大会の一つ。2011年7月22日、ネバダ州ラスベガスのザ・パームスホテルで開催された。

## 大会概要
Strikeforce初のラスベガス進出大会。